# 貝爾里夫埃克斯 (密蘇里州)
貝爾里夫埃克斯（英語：Bellerive Acres）是位於美國密蘇里州聖路易斯縣的城市。

## 人口
根據2020年美國人口普查的數據，貝爾里夫埃克斯的面積為0.88平方千米，皆為陸地。當地共有人口191人，而人口密度為每平方千米217人。